# Etheostoma vitreum
Etheostoma vitreum är en fiskart som först beskrevs av Edward Drinker Cope, 1870.  Etheostoma vitreum ingår i släktet Etheostoma och familjen abborrfiskar. Inga underarter finns listade i Catalogue of Life.